# 歐盟衛星中心
歐盟衛星中心（英語：European Union Satellite Centre, EUSC，簡稱EU SatCen）是歐洲聯盟的歐盟理事會轄下機構，負責透過衛星影像搜集資訊。

## 歷史
歐盟衛星中心成立於2002年，目的是為了取代西歐衛星中心（Western Union Satellite Centre），因此這代表西歐聯盟的一部分職能轉移到了歐盟，更具體地說是歐盟共同外交与安全政策的一部分。歐盟衛星中心總部位於西班牙馬德里自治區托雷洪德亚尔多斯。西班牙以外同意歐盟衛星中心協議的國家也可以使用該中心的資源。
雖然歐盟衛星中心的日常運作是獨立的，歐盟共同外交与安全政策的欧盟外交和安全政策高级代表（現任代表為凯瑟琳·阿什顿）負責它的運作方針。

## 外部連結
- 官方网站
- Small history on the Council website （页面存档备份，存于）

40°29′22″N 3°26′19″W / 40.489525°N 3.438630°W